# Barytatocephalus stshegolevi
Barytatocephalus stshegolevi är en stekelart som först beskrevs av Meyer 1927.  Barytatocephalus stshegolevi ingår i släktet Barytatocephalus och familjen brokparasitsteklar. Inga underarter finns listade.